# Inga Tidblad
Inga Tidblad est une actrice suédoise, née le 29 mai 1901 à Stockholm et morte dans la même ville le 12 septembre 1975.

## Biographie

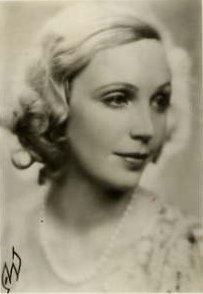
Vers 1930

De 1919 à 1922, Inga Tidblad étudie l'art dramatique à l'école (Dramatens elevskola en suédois) du Théâtre dramatique royal (Kungliga Dramatiska Teatern en suédois, abrégé Dramaten) de Stockholm, où elle joue dans une centaine de pièces, d'abord de 1920 à 1922 (donc durant ses années d'études), avant d'y revenir régulièrement à partir de 1933 (avec Cyrano de Bergerac d'Edmond Rostand, dans le rôle de Roxane). Notons ici que durant sa carrière, elle fréquente d'autres théâtres de sa ville natale.
Au nombre de ses partenaires au Dramaten, figurent Renée Björling (ex. : Un chapeau de paille d'Italie d'Eugène Labiche en 1934), Lars Hanson (ex. : Roméo et Juliette de William Shakespeare en 1936), Gunn Wållgren (ex. : Comme il vous plaira de William Shakespeare en 1938), Jarl Kulle (ex. : La Sauvage de Jean Anouilh en 1948), Ulf Palme (ex. : Mademoiselle Julie d'August Strindberg en 1949 et 1962, dans une mise en scène d'Alf Sjöberg qu'elle retrouve plusieurs fois), ou encore Erland Josephson (ex. : Hamlet de William Shakespeare en 1960).
Fait particulier, elle participe aux créations mondiales de trois pièces d'Eugene O'Neill — en suédois, au Dramaten —, Le Long Voyage vers la nuit (1956, avec Lars Hanson et Jarl Kulle), La Marque du poète (1957, avec Lars Hanson et Eva Dahlbeck), et enfin More Stately Mansions (en) (version inachevée, 1962, avec Jarl Kulle).
Elle se produit pour la dernière fois au Théâtre dramatique royal en 1969, dans Les Revenants d'Henrik Ibsen.
Elle interprète aussi des pièces radiodiffusées pour Sveriges Radio, dont Mademoiselle Julie pré-citée en 1957, toujours avec Ulf Palme.
En raison de ses activités au théâtre, Inga Tindblad n'apparaît au cinéma que dans vingt-sept films suédois (dont sept muets), disséminés de 1923 à 1974. S'y ajoutent la coproduction franco-suédoise Längtan till havet (1931, version suédoise alternative de Marius d'Alexander Korda, où elle remplace Orane Demazis dans le rôle de Fanny), ainsi que le film américain L'Énigmatique Monsieur D (Foreign Intrigue, 1956), avec Robert Mitchum, Geneviève Page et Ingrid Thulin.
Citons également Intermezzo (1936, avec Gösta Ekman et Ingrid Bergman) et Frånskild (1951, avec Alf Kjellin), réalisés par Gustaf Molander (son partenaire au Dramaten en 1920 et 1921, avec lequel elle tourne cinq autres films), ainsi que För hennes skull (sv), premier film parlant suédois, sorti en 1930, avec Gösta Ekman et Håkan Westergren. Ce dernier devient son second époux en 1931 (puis veuf, à sa mort en 1975).
Pour la télévision enfin, Inga Tidblad contribue à deux téléfilms, diffusés respectivement en 1965 et 1967, et à un feuilleton (1967).

## Filmographie partielle
(films suédois, sauf mention contraire ou complémentaire)
- 1923 : Mälarpirater de Gustaf Molander
- 1930 : Rien que pour elle (en) (För hennes skull) de Paul Merzbach : Isabella
- 1931 : Längtan till havet de John W. Brunius et Alexander Korda (film franco-suédois, version suédoise alternative de Marius d'Alexander Korda, sorti la même année)
- 1936 : Intermezzo de Gustaf Molander
- 1942 : Lågor i dunklet de Hasse Ekman
- 1943 : Det brinner en eld de Gustaf Molander
- 1944 : Kungajakt d'Alf Sjöberg
- 1944 : Den osynliga muren de Gustaf Molander
- 1945 : Galgmannen de Gustaf Molander
- 1951 : Dårskapens hus de Hasse Ekman
- 1951 : Frånskild de Gustaf Molander
- 1954 : Gabrielle de Hasse Ekman
- 1955 : Enhörningen de Gustaf Molander
- 1956 : L'Énigmatique Monsieur D (Foreign Intrigue) de Sheldon Reynolds (film américain)

## Théâtre (au Dramaten)
(sélection)
- 1920 : La Belle Aventure (Äfventyret) de Gaston Arman de Caillavet et Robert de Flers
- 1920 : Madame Sans-Gêne (même titre suédois) de Victorien Sardou et Émile Moreau
- 1920 : Électre (Elektra) d'Hugo von Hofmannsthal, d'après la pièce éponyme de Sophocle
- 1920 : Le Marquis de Keith (Markis von Keith - titre original : Der Marquis von Keith) de Frank Wedekind
- 1920 : Au-delà des forces (Öfver förmåga - titre original : Over Ævne) de Bjørnstjerne Bjørnson, avec Gustaf Molander
- 1921 : La Tempête (Stormen - titre original : The Tempest) de William Shakespeare, avec Gustaf Molander
- 1921 : Den svåra stunden III de Pär Lagerkvist
- 1921 : Le Songe (Ett drömspel) d'August Strindberg, avec Gustaf Molander
- 1921 : Le Canard sauvage (titre suédois et original : Vildanden) d'Henrik Ibsen, avec Gustaf Molander
- 1922 : La Souriante Madame Beudet (Den leende fru Madeleine) de Denys Amiel et André Obey
- 1922 : L'Intruse (Den objudna gästen) de Maurice Maeterlinck
- 1922 : Les Précieuses ridicules (de löjliga preciöserna) de Molière
- 1933 : Cyrano de Bergerac (même titre suédois) d'Edmond Rostand, mise en scène d'Alf Sjöberg
- 1933 : Vor Sonnenuntergang (Före solnedgången) de Gerhart Hauptmann, mise en scène d'Alf Sjöberg, avec Renée Björling
- 1933 : Våld de Vilhelm Moberg
- 1933 : La Femme en blanc (Damen i vitt) de Marcel Achard
- 1934 : Le temps est un songe (Tiden är en dröm) d'Henri-René Lenormand, mise en scène et décors d'Alf Sjöberg, avec Lars Hanson
- 1934 : The Rivals (Rivalerna) de Richard Brinsley Sheridan, mise en scène d'Alf Sjöberg, avec Renée Björling
- 1934 : Un chapeau de paille d'Italie (Den italienska halmhatten) d'Eugène Labiche, avec Renée Björling
- 1934 : Leopold, luftkonstnär de Ragnar Josephson, avec Lars Hanson
- 1935 : Kvartetten som sprängdes, adaptation du roman éponyme de Birger Sjöberg, avec Renée Björling
- 1935 : Espoir (Trots allt) d'Henri Bernstein
- 1935 : Cenodoxus de Jacob Bidermann
- 1936 : Roméo et Juliette (Romeo och Julia - titre original : Romeo and Juliet) de William Shakespeare, avec Renée Björling, Lars Hanson
- 1936 : La Milliardaire (Millionärskan - titre original : The Millionairess) de George Bernard Shaw, mise en scène d'Alf Sjöberg
- 1936 : Crime et Châtiment (Brott och Straff - titre original : Преступление и наказание), adaptation par Gaston Baty du roman éponyme de Fiodor Dostoïevski, mise en scène d'Alf Sjöberg, avec Renée Björling, Lars Hanson, Gunn Wållgren
- 1937 : Eva aftjener sin barnepligt (Eva gör sin barnplikt) de Kjeld Abell, avec Renée Björling, Lars Hanson, Gunn Wållgren
- 1937 : Hay Fever (Höfeber) de Noel Coward, mise en scène d'Alf Sjöberg, avec Gunn Wållgren
- 1937 : Call It a Day (En sån dag !) de Dodie Smith, avec Renée Björling, Gunn Wållgren (remplacée par Signe Hasso)
- 1937 : La Saga des Folkungar (Folkungasagan) d'August Strindberg, avec Signe Hasso
- 1938 : Jules César (titre suédois et original : Julius Caesar) de William Shakespeare, avec Lars Hanson
- 1938 : Dalila (Delila - titre original : Delilah) de Ferenc Molnár
- 1938 : The Masque of Kings (Mayerlingdramat) de Maxwell Anderson, mise en scène d'Alf Sjöberg, avec Lars Hanson
- 1938 : Comme il vous plaira (Som ni behagar - titre original : As you Like it) de William Shakespeare, mise en scène d'Alf Sjöberg, avec Gunn Wållgren
- 1939 : Time and the Conways (Tiden och vi) de John Boynton Priestley, avec Lars Hanson, Gunn Wållgren
- 1939 : Dear Octopus (Guldbröllop) de Dodie Smith, avec Renée Björling
- 1939 : Gustave Ier Vasa (Gustav Vasa) d'August Strindberg, avec Renée Björling, Lars Hanson
- 1939 : Kejsaren av Portugallien de Selma Lagerlöf
- 1940 : Beaucoup de bruit pour rien (Mycket väsen för ingenting - Much ado about Nothing) de William Shakespeare, mise en scène d'Alf Sjöberg
- 1940 : Seger i möker de Pär Lagerkvist, mise en scène d'Alf Sjöberg
- 1940 : Key Largo (Morgondagens män) de Maxwell Anderson, mise en scène d'Alf Sjöberg, avec Lars Hanson, Viveca Lindfors
- 1940 : Charles XII (Carl XII) d'August Strindberg, mise en scène d'Alf Sjöberg, avec Lars Hanson
- 1941 : Divorçons ! (Vi skiljas) de Victorien Sardou, mise en scène d'Alf Sjöberg, avec Viveca Lindfors
- 1942 : La Sonate des spectres (Spöksonaten) d'August Strindberg, avec Lars Hanson, Mimi Pollak
- 1943 : Skylark (10 : de bröllopsdan !) de Samson Raphaelson, avec Gunn Wållgren

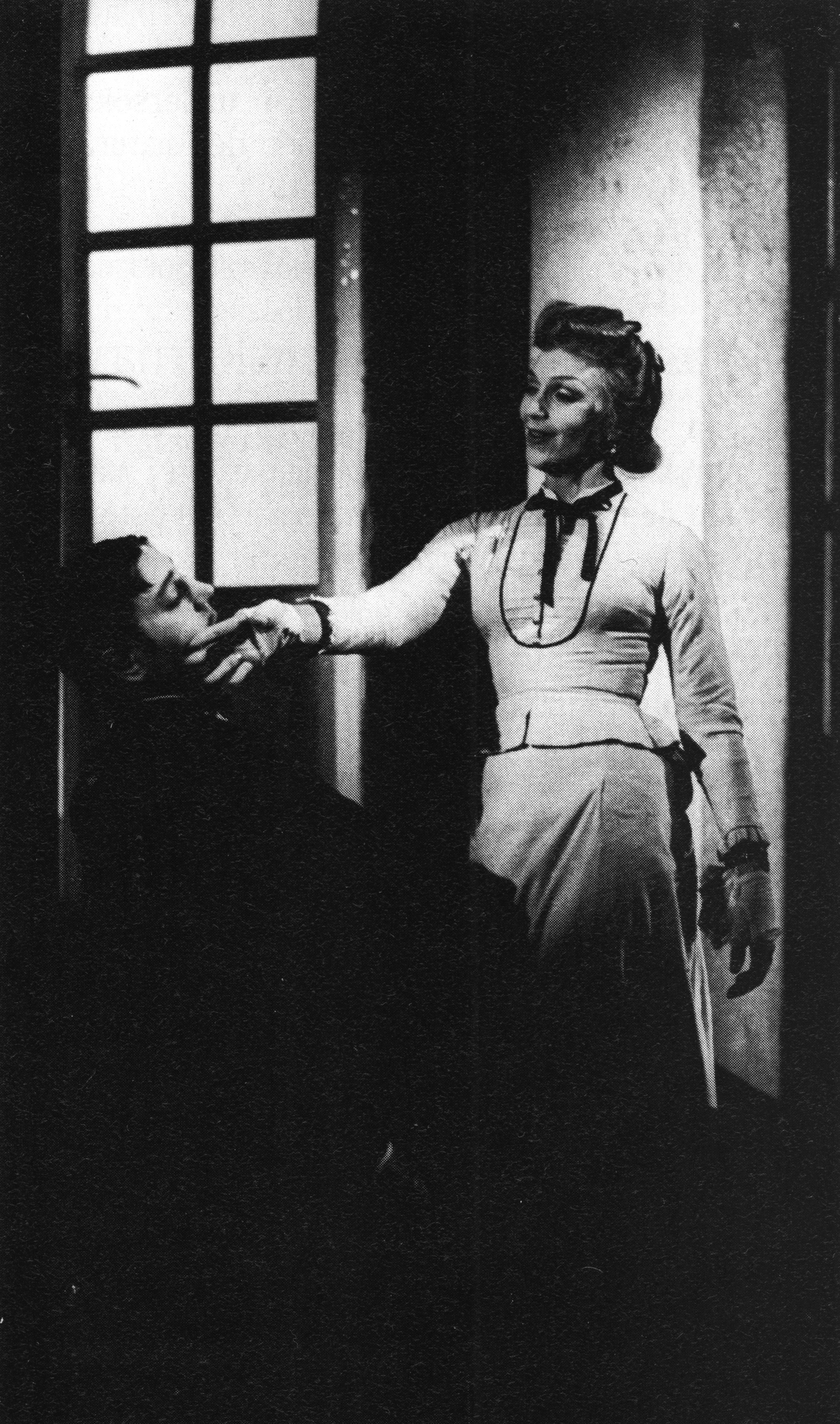
Avec Ulf Palme, dans Mademoiselle Julie (1949, Dramaten)

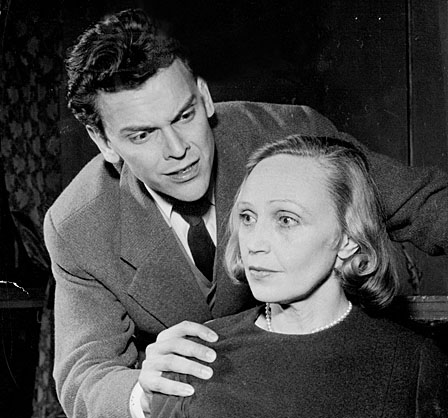
Avec Folke Sundquist, dans La Dame aux Camélias (1956, lieu indéterminé)

- 1943 : Le Roi (Kungen) de Gaston Arman de Caillavet, Robert de Flers et Emmanuel Arène, avec Renée Björling, Eva Dahlbeck, Göran Gentele, Lars Hanson, Ulf Palme
- 1944 : Le Marchand de Venise (Köpmannen i Venedig - titre original : The Merchant of Venice) de William Shakespeare, mise en scène d'Alf Sjöberg, avec Göran Gentele, Ulf Palme, Mimi Pollak, Mai Zetterling
- 1945 : Tous les enfants du Bon Dieu ont des ailes (Alla Guds barn har vingar - titre original : All God's Chillun got Wings) d'Eugene O'Neill, mise en scène d'Alf Sjöberg
- 1945 : La Voix de la tourterelle (Turturduvans röst - titre original : The Voice of the Turtle) de John Van Druten
- 1946 : La Nuit des rois, ou Ce que vous voudrez (Trettondagsafton - titre original : Twelfth Night, or What you will) de William Shakespeare, mise en scène d'Alf Sjöberg, avec Viveca Lindfors, Stig Olin, Ulf Palme, Mai Zetterling
- 1946 : Mon père et nous (Pappa - titre original : Life with Father) d'Howard Lindsay et Russel Crouse, avec Lars Hanson, Maj-Britt Nilsson
- 1948 : La Sauvage (En vildfågel) de Jean Anouilh, avec Mimi Pollak, Jarl Kulle
- 1948 : L'École de la médisance (Skandalskolan - titre original : The School for Scandal) de Richard Brinsley Sheridan, avec Maj-Britt Nilsson, Mimi Pollak
- 1948 : La Femme de ta jeunesse (Din ungdoms hustru) de Jacques Deval, avec Lars Hanson
- 1949 : Mademoiselle Julie (Fröken Julie) d'August Strindberg, mise en scène d'Alf Sjöberg, avec Ulf Palme
- 1949 : Un tramway nommé Désir (Linje Lusta - titre original : A Streetcar named Desire) de Tennessee Williams, avec Jarl Kulle, Ulf Palme
- 1949 : Anne des mille jours (En dag av tusen - titre original : Anne of the Thousand Days) de Maxwell Anderson, avec Renée Björling, Lars Hanson, Max von Sydow
- 1950-1951 : Chéri (même titre suédois), adaptation du roman éponyme de Colette, mise en scène de Mimi Pollak, avec Renée Björling, Maj-Britt Nilsson (remplacée par Ingrid Thulin), Mimi Pollak
- 1951 : La Commandante Barbara (titre suédois et original : Major Barbara) de George Bernard Shaw, avec Lars Hanson
- 1952 : Antoine et Cléopâtre (Antonius och Kleopatra - Antony and Cleopatra) de William Shakespeare, avec Allan Edwall, Jarl Kulle
- 1953 : Doña Rosita la célibataire ou le Langage des fleurs (Fröken Rosita el Blommornas språk - titre original : Doña Rosita la soltera o el lenguaje de las flores) de Federico García Lorca, mise en scène de (et avec) Mimi Pollak
- 1954 : L'Île des chèvres (Getternas ö - titre original : Delitto all'isola delle capre) d'Ugo Betti, mise en scène de Mimi Pollak
- 1954 : L'Employé de confiance (Privatsekreteraren - titre original : The Confidential Clerk) de T. S. Eliot
- 1955 : La Dame aux camélias (Kameliadamen), adaptation par Alexandre Dumas fils de son roman éponyme, avec Jarl Kulle
- 1955 : Le Misanthrope ou l'Atrabilaire amoureux (Misantropen) de Molière
- 1956 : Le Long Voyage vers la nuit (Lång dags färd mott natt - titre original : Long Day's Journey into Night) d'Eugene O'Neill, avec Lars Hanson, Jarl Kulle, Ulf Palme (création mondiale)
- 1957 : La Marque du poète (Ett sticke poet - titre original : A Touch of the Poet) d'Eugene O'Neill, avec Lars Hanson, Eva Dahlbeck (création mondiale)
- 1958 : Partage de midi (När dagen vändar) de Paul Claudel
- 1960 : Hamlet de William Shakespeare, mise en scène d'Alf Sjöberg, avec Erland Josephson, Ulf Palme
- 1961 : Christina d'August Strindberg, avec Erland Josephson
- 1962 : Mademoiselle Julie (Fröken Julie) d'August Strindberg, mise en scène d'Alf Sjöberg, reprise, avec Ulf Palme
- 1962 : More Stately Mansions (Bygg dig allt högre boningar) d'Eugene O'Neill, avec Jarl Kulle (version inachevée, création mondiale)
- 1964 : Tre knivar från Wei d'Harry Martinson, mise en scène d'Ingmar Bergman, avec Renée Björling, Mona Malm
- 1965 : La Ménagerie de verre (Glasmeageriet - The Glass Menagerie) de Tennessee Williams, avec Bibi Andersson
- 1969 : Les Revenants (Gengångere - titre original : Gengangere) d'Henrik Ibsen